# Justas Lasickas
Justas Lasickas est un footballeur lituanien né le 6 octobre 1997 à Vilnius. Il joue au poste d'ailier avec le FK Voždovac Belgrade.

## Carrière

### En club
Il a fait ses débuts professionnels en 2014 avec le FK Žalgiris Vilnius. 
Lors de la saison 2017-2018, il est prêté au FK Zemun où il a fait ses débuts en championnat le 5 août 2017 contre le FK Radnički Niš. Il a marqué son premier but le 26 août 2017 face à l'OFK Bačka. 
En 2018-2019, il s'est engagé avec le Jagiellonia Białystok avant de revenir en Serbie la saison suivante avec le Voždovac Belgrade.

### En sélection
Le 24 mars 2018, il a fêté son premier match en sélection lors d'une rencontre amicale contre la Géorgie. 

## Palmarès
Žalgiris Vilnius
- Championnat de Lituanie (3) :
  - Champion : 2014, 2015 et 2016
  - Vice-champion : 2013.

- Coupe de Lituanie (4) :
  - Vainqueur : 2013-14, 2014-15, 2015-16 et 2016.
  - Finaliste : 2017.

- Supercoupe de Lituanie (4) :
  - Vainqueur : 2014, 2015, 2016 et 2017.